# Gliese 1214
Gliese 1214 eller Orkaria, är en ensam stjärna belägen i den norra delen av stjärnbilden Ormbäraren. Den har en skenbar magnitud av ca 14,71 och kräver ett kraftfullt  teleskop för att kunna observeras. Baserat på parallax enligt Gaia Data Release 3 på ca 68,30 mas, beräknas den befinna sig på ett avstånd på ca 47,8 ljusår (14,6 parsek) från solen. Den rör sig bort från solen med en heliocentrisk radialhastighet på ca 21 km/s.

## Nomenklatur
År 2023 tillkännagav IAU som en del av NamnExoWorlds att Gliese 1214 skulle ha det officiella namnet Orkaria på förslag från Kenya. Samtidigt fick planeten Gliese 1214 b namnet Enaiposha, efter massajspråkets benämning på rödockra och efter en stor vattenmassa, vilket anspelar på stjärnans färg och planetens troliga sammansättning.

## Egenskaper
Gliese 1214 är en röd dvärgstjärna i huvudserien av spektralklass M4.5. Den har en massa som är lika med ca 0,18 solmassa, en radie som är ca 0,20 solradie och utsänder energi från dess fotosfär motsvarande ca 0,0035 gånger solen vid en effektiv temperatur av ca 3 100 K.
Uppskattningen av stjärnans radie är 15 procent större än vad som förutspås av teoretiska modeller. Den visar också en inneboende variation på 1 procent i det nära-infraröda bandet, troligen orsakat av stjärnfläckar. Stjärnan roterar långsamt, med en period som troligen är en heltalsmultipel på 53 dygn. Den är förmodligen minst tre miljarder år gammal och en medlem av Vintergatans gamla tunna skiva. Även om GJ 1214 har en låg till måttlig nivå av magnetisk aktivitet, genomgår den flares och är en källa till röntgenstrålning med en luminositet på 7,4×1025 erg/s. Temperaturen på stjärnkoronan uppskattas till cirka 3,5×106 K.

## Planetsystem
I december 2009 tillkännagav ett team av Harvard-Smithsonian-astronomer upptäckten av en omkretsande exoplanet, GJ 1214 b, potentiellt sammansatt till stor del av vatten och med massan och diametern av en superjord, nu oftare beskriven som en Minineptunus baserat på dess sammansättning.
Upptäckt av MEarth Project och undersökt vidare av HARPS-spektrografen på ESO:s 3,6-metersteleskop vid La Silla, var GJ 1214 b den andra superjordexoplaneten för vilken astronomer bestämde massan och radien, vilket gav viktiga ledtrådar om dess struktur. Det var också den första superjorden kring vilken en atmosfär hittades. En sökning efter ytterligare planeter med transittidsvariationer var negativ.
Inga transittidsvariationer har ännu hittats för denna transiterande planet. År 2012, "låter de givna uppgifterna oss inte dra slutsatsen att det finns en [andra] planet i massintervallet 0,1–5 jordmassor och periodintervallet 0,76–1,23 eller 1,91–3,18 dygn." Röntgenstrålningen från värdstjärnan beräknas ha avlägsnat 2–5,6 jordmassor från planeten under systemets livstid.
| Planet | Massa          | Halv storaxel (AE) | Siderisk omloppstid (d) | Excentricitet | Inklination | Radie           |
| ------ | -------------- | ------------------ | ----------------------- | ------------- | ----------- | --------------- |
| b      | 8,17 ± 0,43 M🜨 | 0,01490 ± 0,00026  | 1,580405                | <0,063        | 88,7 ± 0,1° | 2,742 ± 0,050R🜨 |